# Płachta biwakowa

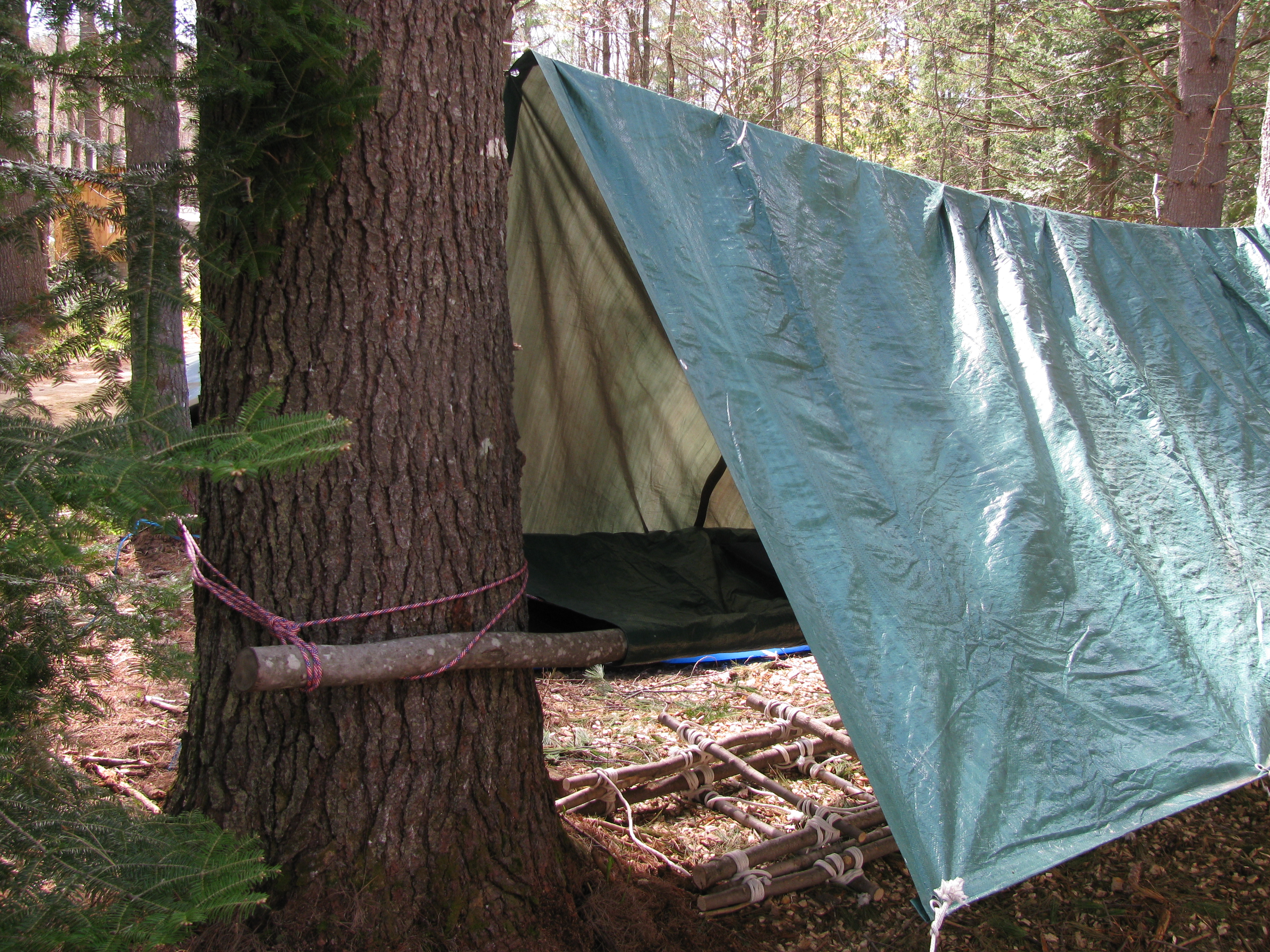
Tarp

Płachta biwakowa, tarp – duży kwadratowy lub prostokątny arkusz wytrzymałego, wodoodpornego materiału, pełniący rolę schronienia. W nomenklaturze survivalowej i bushcraftowej używana jest nazwa „tarp”, natomiast w środowisku górskim jako płachtę biwakową rozumie się wodoodporny pokrowiec, do którego wchodzi się w śpiworze (często używa się nazwy biwibag). 

## Budowa
Typowy tarp to najczęściej kwadrat o wymiarach 3x3 m, 4x4 m lub prostokąt o wymiarach 3,5x2,4 m, 4,5x3 m wykonany z lekkiego impregnowanego, często ognioodpornego poliestru lub polietylenu, wyposażony w kilka do kilkunastu punktów montażowych w postaci oczek przelotowych bądź doszytych uszek. Waga typowego tarpa to kilkaset gramów. Tarpy wykonywane są z reguły w typowych dla bushcraftu barwach tj. oliwkowym, khaki, beżowym, bądź różnego typu maskowaniach wojskowych np. wz.93, woodland, multicam.

## Zastosowanie
Główne zastosowanie tarpa to materiał do budowy schronienia, jednak liczba jego zastosowań ogranicza jedynie pomysłowość użytkownika. Z tarpa bowiem można wykonać wiele innych przedmiotów jak np. improwizowany: hamak, plecak czy pałatkę.
Jego budowa umożliwia przy wykorzystaniu linek oraz rurek i śledzi (w warunkach survivalowych zastępowanych gałęziami i kamieniami) stworzenie schronienia w wielu wariantach konstrukcyjnych tj. zadaszenie jedno bądź wielospadowe, tunel, tipi, namiot oraz wiele innych.